# Bert Yarnall
Pour les articles homonymes, voir Yarnall.
Herbert George "Bert" Yarnall (né à Goole, Angleterre en 1892 et mort en 1943) était un footballeur écossais.

## Biographie
Il a joué dans les années 1910 pour l'équipe d'Airdrie (North Lanarkshire) des Airdrieonians Football Club, devenant le meilleur buteur du championnat d'Écosse (Scottish Football League Division One) de la saison 1916–17, pendant la Première Guerre mondiale, avec 39 buts. Il s'agissait du plus grand nombre de buts inscrit par un joueur en une saison pour le club.

## Palmarès
Airdrieonians FC
- Meilleur buteur du Championnat d'Écosse de football (1) :
  - 1917 : 39 buts.